# デア・クラシカー
デア・クラシカー（独: Der Klassiker）は、ドイツ語で「伝統の一戦」（英語で言うところの"The Classic"）を意味し、ドイツのサッカークラブであるFCバイエルン・ミュンヘンとボルシア・ドルトムントの試合に対する呼称である。ナショナルダービーの一つにも数えられている。

## 概要
ドイツ南部に位置するミュンヘンとドイツ西部に位置するドルトムントは距離にして600キロ近く離れており、このライバル関係は近隣地域の対立を反映したものではない。FCバイエルン・ミュンヘンにはTSV1860ミュンヘンとのミュンヘンダービー、ボルシア・ドルトムントにはシャルケ04とのルールダービーと、それぞれ地元のライバルクラブとのダービーマッチが存在しており、これらと比較すると国内における純粋な競争相手としての色が強い。両者の対戦はナショナルダービーであるが、世界中のサッカーファンから重要なダービーマッチとして注目されるようになったのはデア・クラシカーが優勝の行方を占う2010年以降だと考えられている。

## 歴史
1970〜90年代
1970年代以降のFCバイエルン・ミュンヘンはフランツ・ベッケンバウアーやゲルト・ミュラーなどのタレントを擁しほとんどのシーズンで高いレベルの成績を残してきたが、1970年代においてそのライバルはボルシア・メンヒェングラートバッハであった。この2強時代が終わった1980年代にはバイエルンのライバルはハンブルガーSVやヴェルダー・ブレーメン、あるいは1.FCケルンと数年おきに変化するようになる。バイエルンに対抗する勢力を長期間維持できるクラブが中々現れない中で、1986-87シーズンにはバイエルンがリーグ最多記録となる10回目の優勝を達成し、名実ともにドイツサッカーの盟主となった。
一方のドルトムントは1960年代にUEFAカップウィナーズカップを制覇し旧西ドイツのクラブとして初めてUEFA主催大会のトロフィーを掲げたものの、1970年代には失速を見せツヴァイテリーガへの降格も経験。ダービーマッチにおいても最大の一戦は同じくルール地方に本拠地を置く伝統的なライバル・シャルケ04とのルールダービーだった。
1990年代〜現在
1990年代に入り、長らく低迷を続けていたボルシア・ドルトムントが復活。オットマー・ヒッツフェルトに率いられたチームは毎年のようにブンデスリーガの優勝争いに食い込むようになり、バイエルンの対抗馬として一躍名乗りを上げる。1994-95シーズンにはブンデスリーガ発足後初めてのリーグ優勝、翌1995-96シーズンには連覇を達成。さらに1996-97シーズンにはUEFAチャンピオンズリーグを（大会改称後ではバイエルンに先んじて）制し、国際的にも強豪クラブの一つとして認められることになった。これらの躍進を果たした1990年代が、ドルトムントがバイエルンのライバルとして定着した第一の時期である。
ドルトムントは2001-02シーズンのリーグ優勝とUEFAカップ準優勝を最後にクラブの財政問題などを原因として再び低迷するが、2008-09シーズンより監督に就任したユルゲン・クロップが若手選手を次々と見出しチームを改革。2010-11シーズンにはバイエルンを相手に2連勝を飾るなど快進撃を続け、センセーショナルなリーグ優勝を果たす。ドルトムントは翌2011-12シーズンもリーグを制覇し2連覇、さらに同年のDFBポカール決勝でドルトムントがバイエルンを5-2と圧倒して2冠を達成するなど、1990年代の勢いを取り戻して再びバイエルンの最大のライバルと目されるようになり、バイエルン側もドルトムントを敵視するようになった。
この時期における2クラブのライバル関係のハイライトは2012-13シーズンのUEFAチャンピオンズリーグであり、その決勝ではバイエルンとドルトムントの同国対決が実現した。ここではバイエルンがドルトムントを2-1で下して12年ぶり5回目の優勝を果たすとともに、ドイツのクラブとして初めて3冠を達成した。
しかしその後マリオ・ゲッツェやロベルト・レヴァンドフスキ、マッツ・フンメルスなどドルトムントの黄金期を支えたメンバーがバイエルンへ移籍しタイトル獲得の役割を大きく担っていることによりドルトムント側のバイエルンへのライバル感情が激化。両者の対決は因縁めいたものとなっている。
ドイツ代表が4回目の優勝を果たした2014 FIFAワールドカップにはバイエルンが7人、ドルトムントが4人をドイツ代表に送り込んでおり、この2クラブの選手が代表チームの半数近くを占めた。

## ホームスタジアム
| チーム名                 | スタジアム名 （命名権名称） | 収容人員 | 画像 | 備考 |
| ------------------------ | --------------------------- | -------- | ---- | ---- |
| FCバイエルン・ミュンヘン | アリアンツ・アレーナ        | 75,000人 |      |      |
| ボルシア・ドルトムント   | ジグナル・イドゥナ・パルク  | 81,359人 |      |      |

## 通算対戦成績
2023年11月4日現在
| 大会                     | 試合数 | バイエルン 勝利 | 引き分け | ドルトムント 勝利 | バイエルン ゴール | ドルトムント ゴール |
| ------------------------ | ------ | --------------- | -------- | ----------------- | ----------------- | ------------------- |
| ブンデスリーガ           | 109    | 54              | 30       | 25                | 223               | 113                 |
| DFBポカール              | 11     | 6               | 3        | 2                 | 20                | 13                  |
| DFLスーパーカップ        | 9      | 4               | 0        | 4                 | 17                | 18                  |
| DFLリーガポカール        | 2      | 2               | 0        | 0                 | 3                 | 0                   |
| UEFAチャンピオンズリーグ | 3      | 1               | 1        | 1                 | 2                 | 2                   |
| 合計                     | 134    | 67              | 35       | 32                | 265               | 166                 |